# Stamnodes camposi
Stamnodes camposi är en fjärilsart som beskrevs av Orfila och Schajovski 1964. Stamnodes camposi ingår i släktet Stamnodes och familjen mätare. Inga underarter finns listade i Catalogue of Life.